# 28 Andromedae
28 Andromedae (28 And), som är stjärnans Flamsteedbeteckning, är en ensam stjärna belägen i den södra delen av stjärnbilden Andromeda. Den har en skenbar magnitud på ca 5,21 och är svagt synlig för blotta ögat där ljusföroreningar ej förekommer. Baserat på parallaxmätning inom Hipparcosuppdraget på ca 15,9 mas, beräknas den befinna sig på ett avstånd på ca 205 ljusår (ca 63 parsek) från solen. Stjärnan rör sig närmare solen med en heliocentrisk radiell hastighet av -10,3 km/s.

## Egenskaper
Primärstjärnan 28 Andromedae A är en blå till vit jättestjärna av spektralklass A7 III. Den har en massa som är ca 1,8 gånger solens massa, en radie som är ca 3 gånger större än solens och utsänder ca 24,7 gånger mera energi än solen från dess fotosfär vid en effektiv temperatur på ca 7 300 K.
28 Andromedae A är en Delta Scuti-variabel, som visar små variationer i magnitud på grund av stjärnans pulsering med en period på mindre än ett dygn. Två periodiska cykler har observerats, på 5 014 respektive 5 900 sekunder. Amplitudvariationerna är dock inte konstanta i tid och pulseringslägena är inte radiella.